# 費特列·蘇連遜
費特列·蘇連遜（丹麥語：Frederik Sørensen，1992年4月14日—）是一名丹麥足球後衛。

## 职业生涯

### 早年生涯
索伦森于2007年加盟寧比，他与球队签订了一份2013年过期的合同。

### 尤文图斯
2010年8月27日，索伦森在成功试训后以租借的方式加盟尤文图斯。刚开始，他只是青年队的一员，但是随着球队后防线上的格里格拉、里瑙多等球员纷纷因伤缺阵，索伦森得以进入一线队，并在对阵博洛尼亚队的比赛中上演了处子秀，随后还参加了与AC米兰的比赛。2010年11月7日，由于后防中坚基耶利尼停赛，索伦森首次以首发球员的身份为尤文上场，他与伯努奇组成了球队的中后卫搭档。在那场比赛中，斑马军团3-1击败了切塞纳。随后，由于莫塔的停赛，索伦森在与罗马的比赛中以右后卫的身份首发登场。从这场比赛后，索伦森开始成为球队稳定的首发右后卫。在与国际米兰的意大利国家德比中，索伦森打满90分钟，表现出色，不仅成功限制了埃托奥，还助攻队友马特里打进全场唯一进球。2011年5月10日，尤文图斯正式买断索伦森，双方签下一份四年合同。

## 国家队生涯
索伦森代表丹麦参加了2011年U21欧锦赛，但是没有得到上场时间，丹麦U21青年队也在小组赛即遭到淘汰。

## 職業數據
以下是費特列·蘇連遜至2010/11球季為止的職業數據︰
| 賽季    | 球會     | 上陣 | 入球 | 聯賽           |
| ------- | -------- | ---- | ---- | -------------- |
| 2010/11 | 祖雲達斯 | 017  | 0    | 意大利甲組聯賽 |
| TOTAL   | TOTAL    | 17   | 0    |                |